# 鄭力城

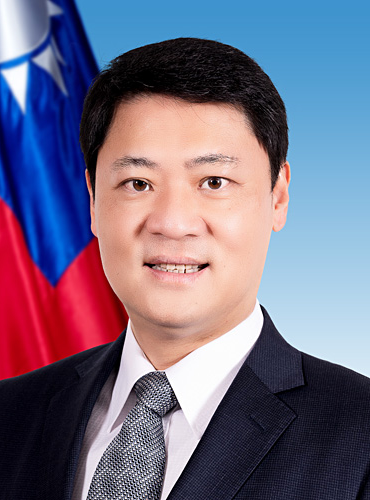
外交部刊登肖像照

鄭力城，中華民國外交官、政府官員。

## 學歷
- 淡江大學西班牙語文學系學士
- 淡江大學拉丁美洲研究所碩士
- 马德里康普顿斯大学國際公法暨國際關係博士班

## 經歷
- 外交部禮賓司科員（1995年1月－1995年7月）
- 外交部中南美司科員（1996年8月－1997年11月）
- 駐汕埠總領事館（日语：在サン・ペドロ・スーラ中華民国総領事館）副領事（1997年12月－2000年7月）
- 駐哥斯大黎加大使館二等秘書（2000年7月－2003年7月）[註 1]
- 外交部中南美司南美洲科二等秘書（2003年7月－2004年）
- 外交部中南美司專案小組組長（2005年）
- 外交部中南美司中美洲科科長（2006年1月－2006年7月）
- 駐西班牙臺北經濟文化辦事處副組長（2006年8月－2008年3月）
- 駐尼加拉瓜大使館參事銜一等秘書（2008年3月－2012年7月）
- 外交部外交及國際事務學院培訓規劃組組員（2012年7月－2012年8月）
- 外交部機要室簡任秘書（2012年9月－2015年1月）
- 外交部拉丁美洲暨加勒比海司副司長（2015年1月－2016年10月）
- 駐厄瓜多商務處公使銜代表（2016年10月31日－2019年9月）[註 2][註 3]
- 駐瓜地馬拉大使（2019年9月－2023年1月）
- 外交部拉丁美洲及加勒比海司司長（2023年2月－）[6]

## 其他

### 著作
鄭力城的碩士論文為《尼加拉瓜政情轉變之分析--依賴理論的探討》。

### 榮譽
獲得中華民國外交部105年度（2016年）模範公務人員。
2022年11月21日，瓜地馬拉國防部長雷耶斯頒贈「懋績十字勳章」（西班牙語：Cruz de Servicios Distinguido）。11月25日，瓜地馬拉總統賈麥岱頒贈「元首國鳥勳章」（西班牙語：la Orden del Quetzal en Grado de Gran Collar），是該國授予個人或機構的最高榮譽。
| 中華民國政府職務 | 中華民國政府職務                                       | 中華民國政府職務 |
| ---------------- | ------------------------------------------------------ | ---------------- |
| 前任： 謝妙宏    | 中華民國外交部拉丁美洲及加勒比海司司長 2023年2月26日－ | 繼任： '         |
| 前任： 賴建中    | 中華民國駐瓜地馬拉大使 2019年9月18日－2023年1月        | 繼任： 曹立傑    |
| 前任： 謝妙宏    | 中華民國駐厄瓜多代表 2016年10月31日－2019年9月         | 繼任： 莊輝恩    |